# ارکستر سمفونیک بوستون
ارکستر سمفونیک بوستون (انگلیسی: Boston Symphony Orchestra) که به‌اختصار «BSO» نامیده می‌شود، نام ارکستری آمریکایی در شهر بوستون ایالت ماساچوست است. این ارکستر، دومین ارکستر قدیمی از بین پنج ارکستر سمفونی اصلی آمریکا است که معمولاً با عنوان «بیگ فایو» شناخته می‌شوند.
این ارکستر سمفونیک در سال ۱۸۸۱ میلادی توسط «هنری لی هیگینسون» پایه‌گذاری شد و نخستین رهبر ارکسترش جرج هنشل بود. نخستین اجرای رسمی این ارکستر در ۲۲ اکتبر ۱۸۸۱ انجام شد.
رهبر کنونی ارکستر سمفونیک بوستون «آندریس نلسونس» (رهبر ارکستر اهل لتونی) و رهبر ارکستر پیشین و بازنشستهٔ آن برنارد هایتینک است.